# Geodiidae
Geodiidae is een familie van sponsdieren uit de klasse van de Demospongiae (gewone sponzen). 

## Onderfamilies
- Erylinae Sollas, 1888
- Geodiinae Sollas, 1888